# Watch Dogs (jogo eletrônico)
Watch Dogs (estilizado como WATCH_DOGS) é um jogo eletrônico de ação e aventura, do gênero sandbox, desenvolvido pelo estúdio Ubisoft Montreal e publicado pela Ubisoft, para Xbox One, Xbox 360, Windows PC, PlayStation 4, PlayStation 3 e Wii U, no dia 27 de Maio de 2014. 
Foi revelado na conferência de imprensa da Ubisoft durante o evento da E3 de 2012, e originalmente planejado para Novembro de 2013, precisou ser adiado para Maio do ano seguinte, chegando por último ao Wii U, um ano depois do cronograma original.
Um sucesso comercial, Watch Dogs já tinha vendido mais de 4 milhões de cópias cerca de uma semana após a data do lançamento, fazendo do jogo a nova propriedade intelectual mais vendida da Ubisoft durante esse período. Devido às demonstrações nas E3 2012 e 2013, Watch Dogs recebeu mais de 173 prémios e nomeações, incluindo três prémios e quatro nomeações dos Game Critics Awards, antes mesmo de ser lançado. Foi seguido por uma sequela, Watch Dogs 2, em novembro de 2016.
Na altura do seu lançamento, Watch Dogs recebeu, no geral, análise positivas. Foi particularmente elogiado pelos elementos de hacking, a variedade das missões e o multijogador online. O enredo e os personagens tiveram uma recepção variada. No entanto, as críticas recaíram mais pelo fato de o jogo, segundo o consenso dos críticos, não acrescentar nada de novo ao género, além de ter muitos elementos em comum com outras séries também produzidas pela Ubisoft Montreal. De acordo com o site de criticas agregadas Metacritic, o jogo recebeu uma pontuação média de 82/100, 81/100 e 79/100 para PlayStation 4, Microsoft Windows e Xbox One, respectivamente. No GameRankings, Watch Dogs conseguiu uma média de 82,70% para PlayStation 4, 77,40% para Microsoft Windows e 79,37% para Xbox One.
Watch Dogs é jogado numa perspectiva em terceira pessoa e o mapa pode ser percorrido a pé ou em um veículo. A história é contada numa versão fictícia da cidade de Chicago, que inclui a sua zona urbana, os campos em redor e os bairros pobres. Baseado nos temas de cibersegurança, Watch Dogs o jogador entra na pele de Aiden Pearce, um hacker "grey hat" altamente qualificado, descrito como uma pessoa que usa tão bem os "punhos como a inteligência", muito hábil na capacidade de se infiltrar em sistemas eletrônicos, e deste modo consegue penetrar no ctOS, sendo este um sistema centralizado que coordena a hiper-controlada cidade de Chicago. A história segue os esforços de Aiden à procura de vingança contra seus perseguidores, depois da morte acidental da sua sobrinha, depois que sua cabeça foi colocada a prêmio. Um modo multijogador online também está incluído, permitindo até oito jogadores participarem em jogos tanto cooperativos como competitivos no mesmo mapa do modo história.

## Jogabilidade

Como Aiden Pearce, os jogadores podem usar o seu smartphone e obter inúmeras informações do local e das pessoas que o rodeiam.

Conforme mencionado, Watch Dogs é um jogo de vídeo em mundo aberto, no qual o jogador, em perspectiva de terceira pessoa, controla um personagem chamado Aiden Pearce, que consegue se infiltrar (através de hacking) em vários dispositivos eletrónicos ligados ao Sistema Operacional Central da cidade (CtOS). Isto permite ao jogador usar diferentes métodos para resolver numerosos objetivos. Os exemplos incluem: invadir os telefones das pessoas para obter dados bancários e roubar fundos, provocar avarias em equipamentos para distrair os outros personagens e alterar os semáforos do transito para causar colisões. Tudo isso com a ajuda de um celular (smartphone) que contém os exploits (vulnerabilidades) do sistema. O jogo também inclui um grande arsenal de armas, incluindo: pistolas, metralhadoras, espingardas, escopetas e um bastão retrátil.
Os jogadores também recebem informações sobre os civis através do Perfilador (Profiler), que aparece na tela sob a forma de feeds de realidade aumentada, proporcionando ao jogador informações sobre demografia, saúde e comportamentos. O Perfilador utiliza Geração Procedural, o que faz com que cada cidadão de Chicago possua uma combinação única de características.
Dentre os objetivos que foram expostos em apresentações do jogo, alguns exemplos são: encontrar alvos específicos para matar, fugir da polícia e seguir potenciais vítimas, a fim de impedir aqueles que seriam os seus assassinos. O combate utiliza uma combinação de componentes stealth e parkour, junto com a mecânica de cobertura baseada em jogos de tiro em terceira pessoa (third person shooters, ou "TPS").
A mecânica central de Watch Dogs é o hacking. Hacking é uma das mais importantes características do jogo e ponto de foco principal tanto na jogabilidade como no enredo. Aiden Pearce, o protagonista do jogo, tem um smartphone com várias aplicações capazes de se infiltrar na maior parte da infraestrutura de Chicago. Devido ao facto de que a interpretação de Chicago em Watch Dogs é governada inteiramente pelo Sistema Operacional Central (ctOS), Aiden Pearce tem o poder de aceder remotamente e assim interagir com o ambiente - como semáforos, canos de vapor, bloqueios de estrada, pontes, caixas de fusíveis, e até com as luzes da cidade, etc. Aiden pode usar essas vulnerabilidades do sistema para sua vantagem em situações de combate para eliminar oponentes, criar diversões ou coberturas e esconder-se. Também pode usar como forma de infiltração furtiva. É dito que o seu telefone é capaz de mais de 100 hacks.
Através de uma aplicação, Aiden Pearce consegue ter acesso à informação dos cidadãos da cidade de Chicago. O smartphone está ligado à base de dados da população do ctOS, e assim pode acessar, por exemplo, a idade, ocupação, bem como outros factos pessoais. Pearce também consegue ler mensagens de texto e ouvir conversas entre as pessoas, conseguindo desbloquear missões, através de algumas informações interceptadas. Esta característica foi desenhada para tornar o mundo de Watch Dogs mais vivo e real, dando profundidade à cidade e à sua população. Adicionalmente, o smartphone de Pearce está constantemente ligado ao sistema de prevenção de crimes do ctOS, uma ferramenta fictícia originalmente desenhada para a Policia de Chicago. Esta ferramenta notifica o jogador de quando poderá ocorrer um crime na zona onde está, dando-lhe a chance de intervir e evitar o crime. Tal contribui para a persona justiceira de Pearce.

### Multijogador
O jogo tem um elemento de multijogador online. Uma das experiências "multijogador" é uma interação entre dois personagens em que um deles entra na história do outro secretamente, e este modo é conhecido como Invasão Online, ou Perseguição Online.

#### Invasões Online
O primeiro jogador (que neste caso, invade o mundo do outro jogador, denominado Invasor) é informado sobre o seu objetivo: encontrar o segundo jogador (que será o Alvo, e que não sabe, de início, que há outro jogador em seu mundo). Assim que o Invasor encontra o Alvo, o objetivo é atualizado. O objetivo do Invasor é instalar um backdoor (basicamente, um vírus) para infiltrar-se no smartphone do Alvo e roubar suas informações, durante certo tempo. Exige-se uma certa distância de conexão com o Alvo. Quando o Alvo percebe que está sendo "invadido", pode tentar perfilar (identificar) o Invasor e matá-lo, ou fugir para alcançar uma distância suficientemente segura, impossibilitando assim que o primeiro jogador invada o seu telemóvel. Se o Invasor matar o alvo, perde pontos. Se o Invasor for morto pelo Alvo, perde pontos e a missão falha. Se o Invasor perder o alvo de vista antes de começar a instalação do backdoor, perde pontos e a missão falha. Se o Invasor sair da área de conexão por muito tempo durante a missão, a missão falha e os pontos recebidos serão proporcionais ao seu progresso nos objetivos.

#### Perseguição Online
A diferença deste para o modo de Invasão Online é o objetivo: na Perseguição Online, tudo o que o Invasor precisa fazer é seguir o Alvo e observar seu comportamento, sem perdê-lo de vista por muito tempo, sem se afastar muito ou se aproximar demais e ser detectado pelo Alvo. Se perder o alvo de vista por certo tempo, a missão falha. Se for detectado pelo Alvo, a missão falha e ele precisa fugir. Se matar o Alvo, perde pontos.  

#### Vagar Livremente Online
Jonathan Morin, director criativo de Watch Dogs, confirmou via Twitter, que o jogo tem um modo multijogador online até oito jogadores, similar a Grand Theft Auto V, em que os jogadores podem andar livremente pelo mapa, e este é o modo Vagar Livremente Online (free-roam).

#### Outros Modos
O jogo também tem vários modos competitivos incluindo CTOS Mobile Challenge, Online Hacking, Decryption e um modo de corrida. Em adição, ficou disponível uma aplicação móvel para smartphones e tablets que permite que o jogador faça uma série de acções como desafiar outros jogadores ou usar hacks para criar armadilhas.

## Resumo da História e Sinopse
O argumento de Watch Dogs é construído em volta do conceito de crimes de informação, interligação de dados e o aumento do uso de tecnologia em todo o mundo — lançando a questão de "quem exactamente controla os computadores?". Na história do jogo, Chicago, Illinois, é uma das muitas cidades que têm um supercomputador conhecido como "ctOS" (Sistema Operacional Central). O sistema controla quase todos os aparelhos tecnológicos da cidade e contém informação de todos os residentes, bem como de todas as suas actividades, e pode ser usado para vários fins. No universo do jogo, o apagão que ocorreu nos Estados Unidos e no Canadá em 2003 foi causado por um hacker, o que levou o Governo dos EUA a financiar a criação do ctOS.
A história segue Aiden Pearce (voz de Noam Jenkins), um hacker "grey hat" altamente qualificado, descrito como uma pessoa que usa bem os "punhos e a inteligência." Devido a uma "tragédia familiar violenta", Aiden procura fazer a sua própria justiça, perseguindo os culpados e manipulando o ctOS para encontrá-los.

## Personagens principais

Aiden Pearce, o protagonista de Watch Dogs.

Aiden Pearce: Protagonista do jogo. Hacker altamente qualificado. Cresceu nas ruas, onde obteve habilidades de combatente. Seu objetivo é achar as pessoas que causaram a morte de sua sobrinha, Lena Pearce.
Jordi Chin: Assassino de aluguel, ou "Fixer" que trabalha com Aiden. Nas pesquisas de popularidade, é um dos personagens mais carismáticos da lore de Watch Dogs, e sua relação com Aiden é o principal alívio cômico da narrativa.
Dermot "Lucky" Quinn: Grande chefe da máfia de Chicago, denominada "O Club".
Damien Brenks: Hacker e mentor de Aiden. Busca descobrir quem colocou sua cabeça e a de Aiden a prêmio, o que causou a morte da sobrinha de Aiden, e deixou Damien aleijado.
Nicky Pearce: Irmã de Aiden e mãe de Lena (sobrinha falecida). É também mãe de Jackson Pearce, irmão mais velho de Lena e sobrinho de Aiden.
Iraq: Controla a maior gangue de criminosos de Chicago, denominada "Os Viceroys". Trabalha para Lucky Quinn.
Clara Lille: Hacker investigadora que trabalha para o Dedsec, um grupo secreto de hackers ativistas que se opõe ao ctOS e ao controle governamental às informações dos cidadãos. Durante a história, ela ajuda Aiden na sua busca pelos assassinos de sua sobrinha.
Raymond Kenney "T-Bone": Hacker altamente qualificado. Criador do código-fonte que deu origem ao ctOS. Foragido desde 2003, por ser o autor do ataque hacker que, na história do jogo, causou o apagão da Costa Oeste dos EUA e do Canadá, e resultou na morte de 11 (onze) pessoas. A relação de T-Bone com esse incidente é importante para a História Principal e para a história da DLC Bad Blood, na qual é o protagonista.

Outros nomes: Tobias Frewer, "Default", "Bedbug", Yolanda Mendez, Prefeito Rushmore

## Desenvolvimento
A Ubisoft Montreal começou a produzir Watch Dogs em 2010. Jonathan Morin, director criativo da Ubisoft Montreal, fez notar que Watch Dogs está desenhado para "ir além dos limites dos jogos em mundo aberto de hoje", referenciando tanto o uso de informação como ponto do argumento, bem como a possibilidade dos jogadores conseguirem controlar toda a cidade através de mecanismos de infiltração nos sistemas informáticos (hacking).
O jogo foi oficialmente revelado durante a conferencia de imprensa da Ubisoft durante a E3 2012. No entanto uma cópia do video foi acidentalmente colocada no canal YouTube da Ubisoft, acabando por ser removido um pouco antes da apresentação oficial. Pouco depois a Ubisoft confirmou que o jogo seria lançado para Microsoft Windows, PlayStation 3 e Xbox 360 e possivelmente para outras plataformas.
O video de apresentação mostra um empregado de bar com uma máscara em forma de cubo, com códigos QR em todos os lados do cubo — que levam a um site de marketing viral, o Dot ConneXion Underground Art installation que é mostrado no video.
A 15 de fevereiro de 2013, foi enviada à Kotaku uma imagem promocional do jogo por um empregado da GameStop, juntamente com mais detalhes da história. As fotos sugeriam que Watch Dogs poderia ser editado no Natal de 2013 para "todas as consolas caseiras". A frase "todas as consolas caseiras" e a potencial janela de lançamento, juntamente com afirmações da imprensa que dizem que o jogo é "uma aventura da próxima geração", criou o debate sobre se o jogo sairia para PlayStation 4/nova-Xbox ou na Wii U. A 19 de fevereiro, vários retalhistas incluindo a Amazon, GameStop e a Best Buy listaram a Wii U como uma das versões para pré-reserva.
Durante a conferencia de imprensa da Sony a 20 de fevereiro de 2013, Watch Dogs foi confirmado como titulo da PlayStation 4. Outra demo do jogo foi mostrada durante a conferencia de imprensa. Mais tarde, a versão para Wii U também foi confirmada pela Ubisoft.
Watch Dogs usa um novo motor chamado Disrupt, construído na Ubisoft Montreal especificamente para Watch Dogs. A Ubisoft deu prioridade à produção das versões PC e das próximas gerações de Watch Dogs. O produtor Dominic Guay disse que o GamePad da Wii U adapta-se "naturalmente" em Watch Dogs. Alain Coore, director executivo para os territórios EMEA, disse que a empresa espera que Watch Dogs compita com outros jogos de "estilo-aberto", como a serie Grand Theft Auto ou Saints Row. Os criadores do jogo trabalharam com a empresa russa Kaspersky Lab, produtora de softwares de segurança para a internet, para tornar o sistema de hacking mais realista. Jonathan Morin, diretor criativo de Watch Dogs, disse via Twitter que o jogo demora cerca de 35 a 40 horas para ser completado, acrescentando que "no entanto para fazer tudo deve demorar quase 100 horas."
Em setembro de 2013 em entrevista ao site Videogamer, o director criativo do jogo Jonathan Morin, disse que Watch Dogs iria correr a 30fps na PlayStation 4 e na Xbox One dizendo que "o mais importante é a estabilidade".
Originalmente planeado para novembro de 2013 e como um titulo de lançamento para PlayStation 4 e Xbox One, foi revelado a 15 de outubro de 2013 pela equipa de produção que o jogo tinha sido adiado para a primavera de 2014 para "que a experiência seja memorável e excepcional".
No inicio de março de 2014 foi confirmada a data de lançamento oficial do jogo, juntamente com um video que contava mais pormenores da história. No entanto, após análises ao video várias publicações e analistas sugeriram que o jogo tinha sofrido um corte na qualidade gráfica quando comparado com o video mostrado inicialmente em 2012. Depois de terem sido colocados alguns gifs animados em vários fóruns, a Ubisoft respondeu por Tessa Vylin, relações publicas da empresa: "É impossível, é claro que não sofreu um downgrade [...] eu vi o jogo e é incrível [...] é tudo aquilo que a próxima geração deve ser" acrescentando que seria ridículo se a versão final fosse inferior à mostrada na E3. Jonathan Morin, o diretor criativo de Watch Dogs, afirmou numa resposta via Twitter que o jogo não teria uma demonstração, porque "criar uma demo demora tempo, o foco está no jogo."
A 14 de maio de 2014, a Ubisoft anunciou que Watch Dogs tinha entrado na "fase ouro", e oficialmente enviado para fabricação.

## Música
A banda sonora oficial de Watch Dogs foi composta por Brian Reitzell e editada a 27 de maio de 2014.
| Watch Dogs Soundtrack |                        |         |  |
| N.º                   | Título                 | Duração |  |
| 1.                    | "The Loop"             | 4:40    |  |
| 2.                    | "Ded Sec"              | 1:31    |  |
| 3.                    | "Creepy Caller"        | 1:13    |  |
| 4.                    | "Donovan"              | 3:45    |  |
| 5.                    | "Revelation Number 3"  | 2:51    |  |
| 6.                    | "Computer Underground" | 3:13    |  |
| 7.                    | "Elevated Trains"      | 1:25    |  |
| 8.                    | "IP Tracking"          | 3:28    |  |
| 9.                    | "Vigilante"            | 8:59    |  |
| 10.                   | "Ghosts of the Past"   | 3:12    |  |
| 11.                   | "On the Lake"          | 2:01    |  |
| 12.                   | "Hackers"              | 6:10    |  |
| 13.                   | "Escape From Chicago"  | 2:59    |  |
| Duração total:        | Duração total:         | 43:45   |  |

## Lançamento
Originalmente planeado para novembro de 2013, Watch Dogs foi lançado mundialmente a 27 de maio de 2014 para Microsoft Windows, PlayStation 3, PlayStation 4, Xbox 360 e Xbox One. A versão Wii U foi editada a 20 de novembro de 2014.

### Edições especiais

Conteúdo da Dedsec Edition.

A 29 de abril de 2013 juntamente com o vídeo promocional "Out of Control", a Ubisoft, para além de revelar a data de lançamento inicial planeada, anunciou várias edições especiais para Watch Dogs:
A Dedsec Edition inclui uma figura de 23 cm de Aiden Pearce, uma caixa em metal (steelbook), uma caixa de coleccionador DedSec, um livro de arte de Watch Dogs com ilustrações que inspiraram o jogo, a banda sonora original, um mapa de Chicago, quatro cartas coleccionáveis para "descobrir os icónicos personagens de Watch Dogs através da realidade aumentada", três pins exclusivos e três conteúdos adicionais para usar em-jogo com três missões extra: Palace Pack, Signature Shot e Breakthrough Pack. A Vigilante Edition inclui uma caixa de coleccionador Vigilante, o chapéu e máscara de Aidence, a banda sonora e um conteúdo adicional para usar em-jogo com uma missão extra: a Palace Pack. A Uplay Exclusive Edition (disponível exclusivamente via website Uplay) inclui uma caixa em metal exclusiva (steelbook) e três conteúdos adicionais para usar em-jogo com três missões extra: Palace Pack, Signature Shot e Breakthrough Pack. A Special Edition inclui um conteúdo adicional para usar em-jogo com uma missão extra: Breakthrough Pack.
A 18 de julho de 2013 foi anunciada para o mercado norte americano a edição Watch Dogs: Limited Edition para Xbox 360, PlayStation 3, PC, Xbox One e PlayStation 4. O pacote inclui uma máscara e a estátua de Aiden Pearce, a banda sonora em CD, um livro de arte, uma caixa de coleccionador e uma cópia do jogo dentro uma caixa em metal (steelbook). À semelhança de outros títulos da empresa, a Ubisoft criou de novo uma parceria com a Sony para incluir conteúdo exclusivo (cerca de 60mns) para as versões PlayStation 3 e PlayStation 4.
| Conteúdos                       | Conteúdos                           | Padrão             | ‘Classic Edition’ | ‘ANZ Special Edition’     | ‘Special Edition’  | ‘Vigilante Edition’                     | ‘Uplay Exclusive Edition’ | ‘Limited Edition’  | ‘Dedsec Edition’                        | ‘Digital Deluxe Edition’ | ‘Uplay Deluxe Edition’          | ‘Gold’             | “Season Pass” |
| ------------------------------- | ----------------------------------- | ------------------ | ----------------- | ------------------------- | ------------------ | --------------------------------------- | ------------------------- | ------------------ | --------------------------------------- | ------------------------ | ------------------------------- | ------------------ | ------------- |
| Exclusividade                   | Exclusividade                       |                    |                   | Austrália e Nova Zelândia |                    | Europa, Médio Oriente, Ásia e Austrália | Loja Uplay (Ubishop)      | América do Norte   | Europa, Médio Oriente, Ásia e Austrália | Apenas PC e PlayStation  | Apenas PC, Loja Uplay (Ubishop) | PlayStation Store  |               |
| Disco do jogo                   | Disco do jogo                       | Sim                | Não               | Sim                       | Sim                | Sim                                     | Sim                       | Sim                | Sim                                     | Não                      | Não                             | Sim                | Não           |
| Transferência digital           | Transferência digital               | Sim                | Sim               | Sim                       | Sim                | Sim                                     | Não                       | Sim                | Sim                                     | Sim                      | Sim                             | Sim                | Sim           |
| Conteúdo adicional              | White Hat Pack                      | Apenas PlayStation | Sim               | Sim                       | Apenas PlayStation | Apenas PlayStation                      | Não                       | Apenas PlayStation | Apenas PlayStation                      | Sim                      | Sim                             | Apenas PlayStation | Não           |
| Conteúdo adicional              | Breakthrough Pack                   | Sim                | Sim               | Sim                       | Sim                | Sim                                     | Sim                       | Sim                | Sim                                     | Sim                      | Sim                             | Sim                | Sim           |
| Conteúdo adicional              | Palace Pack                         | Sim                | Não               | Não                       | Não                | Sim                                     | Sim                       | Não                | Sim                                     | Sim                      | Sim                             | Sim                | Sim           |
| Conteúdo adicional              | Signature Shot Pack                 | Não                | Não               | Não                       | Não                | Não                                     | Sim                       | Não                | Sim                                     | Sim                      | Sim                             | Sim                | Sim           |
| Conteúdo adicional              | Untouchables Pack                   | Não                | Não               | Sim                       | Não                | Não                                     | Sim                       | Não                | Não                                     | Não                      | Não                             | Sim                | Sim           |
| Conteúdo adicional              | Cyberpunk Pack                      | Não                | Não               | Sim                       | Não                | Não                                     | Sim                       | Não                | Não                                     | Não                      | Não                             | Sim                | Sim           |
| Conteúdo adicional              | Blume Agent Pack                    | Não                | Sim               | Não                       | Não                | Não                                     | Sim                       | Não                | Não                                     | Sim                      | Sim                             | Sim                | Sim           |
| Conteúdo adicional              | Dedsec Pack                         | Não                | Não               | Sim                       | Não                | Não                                     | Sim                       | Não                | Não                                     | Sim                      | Sim                             | Sim                | Sim           |
| Conteúdo adicional              | Chicago South Club Pack             | Não                | Não               | Sim                       | Não                | Não                                     | Sim                       | Não                | Não                                     | Sim                      | Sim                             | Não                | Sim           |
| Conteúdo adicional              | T-Bone's Single Player Campaign DLC | Não                | Não               | Não                       | Não                | Não                                     | Não                       | Não                | Não                                     | Não                      | Não                             | Sim                | Sim           |
| Conteúdo adicional              | Conspiracy Mode Digital Trip DLC    | Não                | Não               | Não                       | Não                | Não                                     | Não                       | Não                | Não                                     | Não                      | Não                             | Sim                | Sim           |
| Mapa de Chicago Watch Dogs      | Mapa de Chicago Watch Dogs          | Não                | Não               | Não                       | Não                | Não                                     | Não                       | Não                | Sim                                     | Não                      | Não                             | Não                | Não           |
| Pacote exclusivo                | Pacote exclusivo                    | Não                | Não               | Não                       | Não                | Sim                                     | Não                       | Sim                | Sim                                     | Não                      | Não                             | Não                | Não           |
| Banda sonora original           | Banda sonora original               | Não                | Não               | Não                       | Não                | Sim                                     | Não                       | Sim                | Sim                                     | Não                      | Não                             | Não                | Não           |
| Boné de Aiden Pearce            | Boné de Aiden Pearce                | Não                | Não               | Não                       | Não                | Sim                                     | Não                       | Não                | Não                                     | Não                      | Não                             | Não                | Não           |
| Máscara de Aiden Pearce         | Máscara de Aiden Pearce             | Não                | Não               | Não                       | Não                | Sim                                     | Não                       | Sim                | Não                                     | Não                      | Não                             | Não                | Não           |
| Steelbook                       | Steelbook                           | Não                | Não               | Não                       | Não                | Não                                     | Sim                       | Sim                | Sim                                     | Não                      | Não                             | Não                | Não           |
| Figura de Aiden 23 cm (9')      | Figura de Aiden 23 cm (9')          | Não                | Não               | Não                       | Não                | Não                                     | Não                       | Sim                | Sim                                     | Não                      | Não                             | Não                | Não           |
| Livro de arte                   | Livro de arte                       | Não                | Não               | Não                       | Não                | Não                                     | Não                       | Sim                | Sim                                     | Não                      | Não                             | Não                | Não           |
| 4 Cartas de realidade aumentada | 4 Cartas de realidade aumentada     | Não                | Não               | Não                       | Não                | Não                                     | Não                       | Não                | Sim                                     | Não                      | Não                             | Não                | Não           |
| 3 Crachás exclusivos            | 3 Crachás exclusivos                | Não                | Não               | Não                       | Não                | Não                                     | Não                       | Não                | Sim                                     | Não                      | Não                             | Não                | Não           |

## Recepção

### Criticas profissionais
Watch Dogs recebeu no geral análise positivas. Foi particularmente elogiado no que toca aos elementos de hacking, a variedade das missões e o multijogador online. O enredo e as personagens tiveram uma recepção variada, no entanto, as criticas recaíram mais por o jogo não acrescentar nada de novo ao género para além de ter muitos elementos em comum com outras séries também produzidas pela Ubisoft Montreal. De acordo com o site de criticas agregadas Metacritic, o jogo recebeu uma pontuação média de 82/100, 81/100 e 79/100 para PlayStation 4, Microsoft Windows e Xbox One, respectivamente. No GameRankings, Watch Dogs conseguiu uma média de 82,70% para PlayStation 4, 77,40% para Microsoft Windows e 79,37% para Xbox One.

### Vendas
De acordo com um comunicado da Ubisoft, Watch Dogs bateu um novo recorde de vendas dentro da companhia, tonando-se o jogo que mais vendeu no dia de lançamento. No Reino Unido, Watch Dogs conquistou a primeira posição na sua semana de estreia e tornou-se no melhor lançamento da Ubisoft naquele território para além de ter sido também a propriedade intelectual a registar o melhor lançamento de sempre, no entanto foi ultrapassado em Setembro de 2014 por Destiny da Activision. Também no Reino Unido, a versão para a PlayStation 4 foi a mais vendida e responsável por um aumento de 94% nas unidades vendidas da consola da Sony; no total, Watch Dogs foi o 17º maior lançamento de sempre de videojogos nesse território. No Brasil, o jogo vendeu mais de 200 mil cópias no primeiro dia e esgotou o estoque das versões PlayStation em algumas lojas. Uma semana após o lançamento do jogo, a Ubisoft anunciou que Watch Dogs já tinha vendido mais de 4 milhões de cópias fazendo do jogo a nova propriedade intelectual mais vendida de sempre durante esse período.
Em outubro de 2014, a Ubisoft afirmou que já tinham sido distribuídas pelas lojas mais de 9 milhões de cópias de Watch Dogs, contribuindo para o crescimento de 65% no faturamento de vendas da empresa.

### Prémios
Antes do lançamento, Watch Dogs recebeu mais de 83 prémios e nomeações devido à sua exibição na Electronic Entertainment Expo 2012 (E3 2012), e ganhou dois prémios nos Game Critics Awards, "Louvor Especial por Gráficos" e "Louvor Especial por Inovação". Mais tarde nesse ano, foi nomeado para o prémio "One to Watch" (De Olho) nos 30th Golden Joystick Awards. Em 2013, Watch Dogs recebeu mais de 90 prémios e nomeações devido à sua demonstração na Electronic Entertainment Expo 2013 (E3 2013), e ganhou um pelos Game Critics Award para "Melhor Jogo de Acção/Aventura", enquanto recebeu quatro nomeações adicionais para "Melhor do Evento", "Melhor Jogo Original", "Melhor Jogo de Consola" e "Melhor Multijogador Online". No mesmo ano, foi nomeado para "O Mais Desejado" nos 31st Golden Joystick Awards, e também para o prémio "Jogo Mais Antecipado" nos VGX 2013.
| \| Ano \| Prémio \| Categoria \| Resultado \| Ref. \| \| ---- \| ----------------------------------- \| ------------------------------------------- \| --------- \| -------- \| \| 2012 \| Game Critics Awards Best of E3 2012 \| Special Commendation for Graphics \| Venceu \| [84] \| \| 2012 \| Game Critics Awards Best of E3 2012 \| Special Commendation for Innovation \| Venceu \| [84] \| \| 2012 \| 30th Golden Joystick Awards \| One to Watch \| Indicado \| [85][86] \| \| 2013 \| Game Critics Awards Best of E3 2013 \| Best of Show \| Indicado \| [88][89] \| \| 2013 \| Game Critics Awards Best of E3 2013 \| Best Original Game \| Indicado \| [88][89] \| \| 2013 \| Game Critics Awards Best of E3 2013 \| Best Console Game \| Indicado \| [88][89] \| \| 2013 \| Game Critics Awards Best of E3 2013 \| Best Action/Adventure Game \| Venceu \| [88][89] \| \| 2013 \| Game Critics Awards Best of E3 2013 \| Best Online Multiplayer \| Indicado \| [88][89] \| \| 2013 \| 31st Golden Joystick Awards \| Most Wanted \| Indicado \| [90][91] \| \| 2013 \| VGX 2013 \| Most Anticipated Game \| Indicado \| [92] \| \| 2014 \| 32nd Golden Joystick Awards \| Best Original Game Indicado \| [93] \| \| \| 2014 \| 32nd Golden Joystick Awards \| Best Multiplayer Indicado \| [93] \| \| \| 2014 \| 32nd Golden Joystick Awards \| Best Gaming Moment (being invaded) Indicado \| [93] \| \| \| 2014 \| 32nd Golden Joystick Awards \| Game of the Year Indicado \| [93] \| \| |                                     |                                             |           |               |
| Ano | Prémio                              | Categoria                                   | Resultado | Ref.          |
| 2012 | Game Critics Awards Best of E3 2012 | Special Commendation for Graphics           | Venceu    | [ 84 ]        |
| 2012 | Game Critics Awards Best of E3 2012 | Special Commendation for Innovation         | Venceu    | [ 84 ]        |
| 2012 | 30th Golden Joystick Awards         | One to Watch                                | Indicado  | [ 85 ] [ 86 ] |
| 2013 | Game Critics Awards Best of E3 2013 | Best of Show                                | Indicado  | [ 88 ] [ 89 ] |
| 2013 | Game Critics Awards Best of E3 2013 | Best Original Game                          | Indicado  | [ 88 ] [ 89 ] |
| 2013 | Game Critics Awards Best of E3 2013 | Best Console Game                           | Indicado  | [ 88 ] [ 89 ] |
| 2013 | Game Critics Awards Best of E3 2013 | Best Action/Adventure Game                  | Venceu    | [ 88 ] [ 89 ] |
| 2013 | Game Critics Awards Best of E3 2013 | Best Online Multiplayer                     | Indicado  | [ 88 ] [ 89 ] |
| 2013 | 31st Golden Joystick Awards         | Most Wanted                                 | Indicado  | [ 90 ] [ 91 ] |
| 2013 | VGX 2013                            | Most Anticipated Game                       | Indicado  | [ 92 ]        |
| 2014 | 32nd Golden Joystick Awards         | Best Original Game Indicado                 | [ 93 ]    |               |
| 2014 | 32nd Golden Joystick Awards         | Best Multiplayer Indicado                   | [ 93 ]    |               |
| 2014 | 32nd Golden Joystick Awards         | Best Gaming Moment (being invaded) Indicado | [ 93 ]    |               |
| 2014 | 32nd Golden Joystick Awards         | Game of the Year Indicado                   | [ 93 ]    |               |

## Filme
A revista Variety noticiou que a Ubisoft está produzindo um longa-metragem baseado em Watch Dogs, assim como outros para Assassin's Creed, Far Cry e Raving Rabbids. Posteriormente, a Sony anunciou durante sua conferência de imprensa na Gamescom de 2013 que a Ubisoft irá trabalhar com a Columbia Pictures e a New Regency para realizar o blockbuster. A empresa ainda citou que irá distribuir o filme nos Estados Unidos e a 20th Century Fox o lançará internacionalmente.